# Petřkovice (Starý Jičín)

Ehemalige Schule

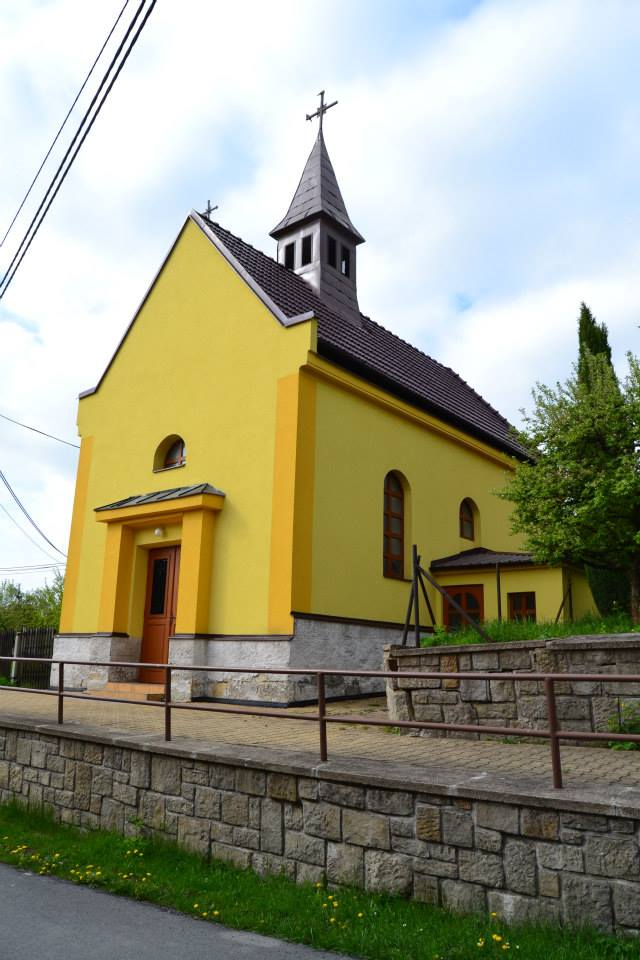
Kapelle

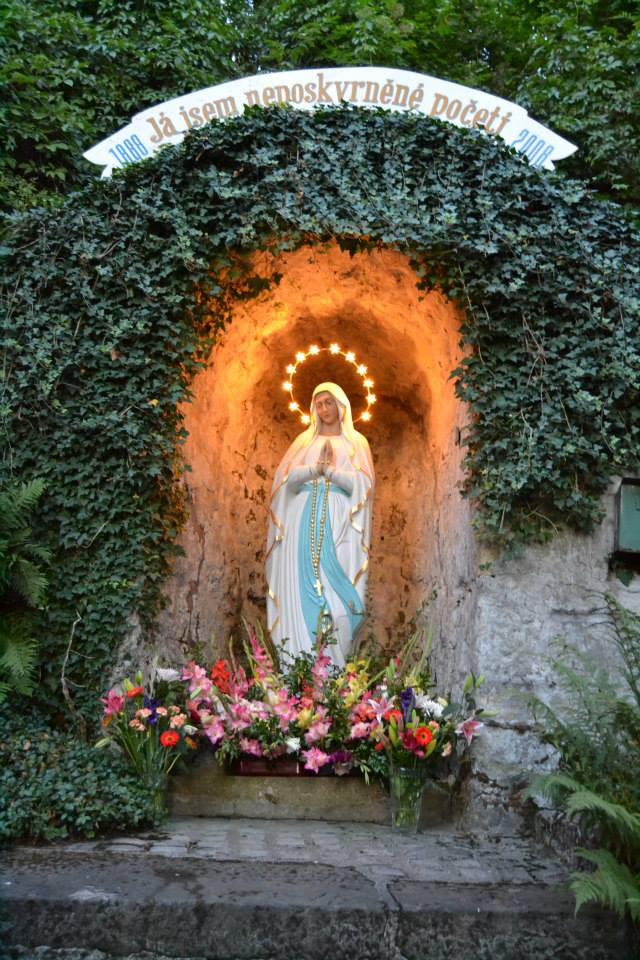
Felsenkapelle der Jungfrau von Lourdes

Petřkovice (deutsch Petrzkowitz, 1939–45 Peterkowitz) ist ein Ortsteil der Gemeinde Starý Jičín in Tschechien. Er liegt sieben Kilometer südwestlich von Nový Jičín und gehört zum Okres Nový Jičín.

## Geographie
Petřkovice befindet sich am Westhang der Petřkovická hora (608 m n.m.) über dem Tal des Baches Mřenka in der Podbeskydská pahorkatina (Vorbeskidenhügelland). Nördlich erhebt sich der Horečky (406 m n.m.), im Nordosten der Dlouhý kopec (585 m n.m.). Das Dorf liegt am Rande des Naturparks Podbeskydí.
Nachbarorte sind Janovice und Jičina im Norden, Kojetín im Nordosten, Straník im Osten, Hostašovice und Lipůvka im Südosten, Bučí, Jasenice, Vysoká und Perná im Süden, Poruba im Südwesten, Palačov im Westen sowie Dub und Starojická Lhota im Nordwesten.

## Geschichte
Die erste urkundliche Erwähnung von Peterkowice erfolgte 1497, als Peter von St. Jörgen und Pößing die Herrschaft Titschein mit allem Zubehör an Johann von Kunowitz verkaufte. Nachfolgende Besitzer der Herrschaft waren ab 1500 die Herren von Zierotin, nach der Schlacht am Weißen Berg die Freiherren Hofmann von Grünbüchel, ab 1706 die Freiherren Zeno zum Danhaus und ab 1772 die Reichsgrafen von Seilern und Aspang. 1788 erhielt der Ort eine Schule.
Im Jahre 1835 bestand Petřikowitz aus 33 Häusern, in denen 230 Personen lebten. Im Ort gab es eine Privatschule. Pfarrort war Alt Titschein. Bis zur Mitte des 19. Jahrhunderts blieb Petřikowitz der Herrschaft Alt Titschein untertänig.
Nach der Aufhebung der Patrimonialherrschaften bildete Petříkovice ab 1849 eine Gemeinde im Gerichtsbezirk Neutitschein. Ab 1869 gehörte Petříkovice zum Bezirk Neutitschein. Zu dieser Zeit hatte das Dorf 217 Einwohner und bestand aus 38 Häusern. Haupterwerbsquelle bildete die Landwirtschaft, außerdem wurde ein Sandsteinbruch betrieben. 1888 wurde an der Petřkovická hora eine künstliche Felsgrotte mit einem Bildnis der Madonna von Lourdes geschaffen. Im Jahre 1900 lebten in Petříkovice 245 Personen, 1910 waren es 253. 1905 erwarb Friedrich Deym von Střítež die Grundherrschaft Starý Jičín. Seit 1924 wird Petřkovice als Gemeindename verwendet. Im Jahre 1930 bestand Petřkovice aus 46 Häusern und hatte 292 Einwohner. Nach dem Münchner Abkommen wurde das rein mährischsprachige Dorf 1938 zunächst dem Deutschen Reich zugeschlagen. Im Zuge weiterer Grenzregulierungen wurde die Gemeinde am 24. November 1938 wieder aus dem Landkreis Neu Titschein ausgegliedert und an die Tschechoslowakei zurückgegeben. Bis 1945 war Petřkovice dem neu gebildeten Bezirk Wallachisch Meseritsch zugeordnet und kam nach Kriegsende wieder zum Okres Nový Jičín zurück. 1957 wurde die JZD Petřkovice gegründet, sie wurde 1973 mit anderen Genossenschaften zur JZD Starojicko fusioniert. Die einklassige Dorfschule wurde 1978 geschlossen, seit 1978 wird das Schulhaus als Kindergarten genützt. Mit Beginn des Jahres 1979 wurde Petřkovice nach Starý Jičín eingemeindet. Beim Zensus von 2001 lebten in den 61 Häusern von Petřkovice 198 Personen. Zum 1. Januar 2018 hatte das Dorf 213 Einwohner und bestand aus 84 Häusern.

## Ortsgliederung
Der Ortsteil Petřkovice bildet den Katastralbezirk Petřkovice u Starého Jičína.

## Sehenswürdigkeiten
- Kapelle im Dorf
- Felsgrotte der Madonna von Lourdes, über dem Dorf an der Petřkovická hora. Sie wurde 1888 geschaffen. 2008 wurden die Grotte und der zu ihr führende Kreuzweg saniert. Am zweiten Augustsonntag ist die Grotte Ziel einer Wallfahrt.
- Gedenkstein für die Gefallenen des Ersten Weltkrieges, gegenüber der ehemaligen Schule
- Sandsteinkreuz, gegenüber der ehemaligen Schule